# José María Nunes
José María Nunes (Faro, Portugal; 2 de febrero de 1930-Barcelona; 23 de marzo de 2010), fue un cineasta y escritor hispano-portugués. Considerado un cineasta reivindicativo y transgresor, adoptó el anarquismo como fuente y fundamento. La crítica le ha considerado el "miembro proletario" del grupo de cineastas que en los sesenta revolucionaron el cine español.

## Biografía
Emigró con su familia a España, a los 12 años, primero a Sevilla y después a Barcelona, donde se instaló en las barracas de Monjuic. A principios de los 50 logró salir del gueto y se formó profesionalmente con el director Enrique Gómez y el productor Ignacio Farrés Iquino dentro del cine negro de la época.
Interpretó —realizó incursiones como actor en las películas de sus amigos Jordi Cadena, Alfonso Ungría y Carlos Atanes—, hizo doblaje, actuó como extra, fue secretario de rodaje, se convirtió en ayudante de dirección y se fue abriendo camino. El largo aprendizaje le permitió volcar su deseo como director en 1957, con su película Mañana, con la que no solo inicia una carrera profesional destacada sino que también pone la primera piedra de la que luego sería la Escuela de Barcelona, marcada por un lenguaje muy personal, al margen de las corrientes más comerciales y deudora, en parte, de la Nouvelle Vague francesa. A ella pertenecieron, entre otros, los directores Joaquim Jordà, Jacinto Esteva y Pere Portabella.
Se adelanta a la Escuela de Barcelona cuando en 1966 estrena Noche de vino tinto, protagonizada por Serena Vergano y Enrique Irazoqui, considerada por la crítica «una película manifiesto de los sesenta». Poema en movimiento sobre la soledad y el abandono rodado en blanco y negro en el marco de la antigua Barcelona, poco después de su estreno fue reconocida por Alain Resnais y Jean-Luc Godard.
En su última película, Res publica (2009) mantuvo el mismo espíritu de experimentación que recorrió toda su trayectoria. La película cuenta la historia de un hombre que explica ante la cámara las razones de un suicidio largamente meditado.
En palabras de Esteve Riambau, historiador y director de la Filmoteca de Cataluña:

Nunes siempre se mantuvo fiel a las ideas sobre el cine de la Escuela de Barcelona y ha sido la excepción que confirma la regla porque su origen era muy diferente al de otros integrantes del movimiento y, sin embargo, su cine se enmarca y refleja a la perfección aquella época.

## Premios y reconocimientos
- En 2010, poco antes de su muerte, recibió la condecoración como Gran Oficial de la Orden Militar de la Espada de Santiago de la Cultura que le entregó el presidente de la república portuguesa, Aníbal Cavaco Silva.[3]

## Exposición Nunes: Más allá del tiempo
En 2016 una exposición comisionada por Joan Maria Minguet Batllori, historiador y experto en el cine catalán, titulada "Nunes: más allá del tiempo" recordó en el centro Arts Santa Mónica la figura de Nunes.
«El artista fue un anarco con vocación de maldito. Desclasado, entrañable bebedor y gran conversador, nunca se dejó llevar por lo convencional ni por la vanidad, ni siquiera cuando el primer ministro portugués reconoció su labor cultural imponiéndole una medalla poco antes de su muerte», escribe en su crónica de la exposición Pepe Ribas, mientras recuerda que ya en 1983 Nunes, amigo de anarquistas como Abel Paz, Luis Andrés Edo o el abogado Mateo Seguí, proclamó que la indignación era la única solución.

## Filmografía
- Mañana (1957)
- No dispares contra mí (1961)
- La alternativa (1963)
- Noche de vino tinto (1966)
- Biotaxia (1968)
- Superspettacoli nel mondo (1968)
- Sexperiencias (1968)
- Iconockaut (1975)
- Autopista A-2-7  (1977)
- En secreto... amor (1983)
- Gritos a ritmo fuerte (1984)
- Amigogima (2002)
- A la soledad (2008)
- Res publica (2009)